# Conisholme
Conisholme – wieś w Anglii, w hrabstwie Lincolnshire, w dystrykcie East Lindsey. Leży 48 km na północny wschód od Lincoln i 214 km na północ od Londynu.
Miejscowość liczy 87 mieszkańców.